# Молуккский ворон
Молу́ккский во́рон (лат. Corvus validus) — вид птиц из рода воронов (Corvus). Распространён в Индонезии.

## Описание
Довольно крупный ворон (46—53 см). Молуккского ворона отличает массивный, длинный черный клюв, с сужением от основания и мягким закруглением, начинающимся с середины трети длины; заостренная форма крыла, с более короткими первостепенными маховыми перьями и более длинными второ- и третьестепенными; отсутствует голый участок кожи за глазом; радужка глаз белая; оперение блестящее, с сильным контрастом между цветом на голове и на спине. Перья на голове и спине имеют синевато-стальной оттенок, крылья в основном пурпурно-фиолетового цвета; перья на горле имеют зеленоватый оттенок, основание у них белое; ноги черные; относительно короткий хвост, на конце почти квадратный. Подростки отличаются отсутствием блеска на перьях и тёмной радужкой глаз.
Молуккский ворон монотипичен.
Нельзя говорить о группе «enca», не упоминая молуккского ворона, который заменяет эту группу на Северных Молуккских островах.
Орнитолог Ч. Вори, опираясь на труды en:Annie Meinertzhagen (1926), относит молуккского ворона к группе enca, тем не менее, ворон значительно отличается от представителей этой группы.
Молуккские острова делят между собой два вида: молуккский ворон (на островах Оби, Бачан, Хальмахера и Моротай) и С. enca violaceus (c острова Серам, которые, вероятно, являются родственниками, несмотря на их различный внешний вид.
Также бледный цвет глаз молуккского ворона даёт основание предположить, что он является родственником австралийского ворона (Corvus orru).
Встречается в природе поодиночке или парами, редко группами, причём все члены группы связаны родственными узами.
Предполагается, что популяция молуккских воронов довольно многочисленна, но точно это не известно.

## Ареал и местообитание
Эндемик Северных Молуккских островов в Индонезии.
Встречается в первобытных лесах и на холмах, а также в восстанавливающихся лесах, сельскохозяйственных угодьях (кокосовых плантациях). На высотах от уровня моря до 380 метров на Хальмахера и до 1150 метров на Бачан. Чаще всего прячется в кроне деревьев, редко спускается к земле.
Был обнаружен на островах Моротай, Хальмахера, en:Kayoa, en:Kasiruta, Бачан и Оби (en:Obi Islands).